# Galambos Tamás
Galambos Tamás, született boldogházi Kiss Tamás András (Budapest, 1939. november 18.) magyar festőművész. Stílusát poszt-naivnak, neoprimitívnek, korai alkotásai alapján pop-artnak tartják, az egykaptafás alkotók jeles képviselője. Kortárs figurális festészetünk egyik legjellegzetesebb képviselője. Aprólékosan kidolgozott színpompás formanyelvével, társadalmi-politikai témákat feszegető alkotásaival önálló és társtalan világot képvisel a hazai művészeti életben.

## Élete
Boldogházi Kiss László (1912-1991) és Kollmann Edit Ilona (1915-1993) gyermekeként született. 1953-ban nevelőapja dr. Galambos János örökbe fogadta. Szülei hadigyártulajdonosok és földbirtokosok voltak Heves-megyében, anyai nagyapja Kollmann János (1866–1949) a megyei gyáripar és iparfejlesztés meghatározó alakja volt.
A kommunista hatóságok ezért még gyermekként x-es származásúnak nyilvánították. Édesapját már 1945-ben őrizetbe vette a Vörös Hadsereg, rövidesen családtagjainak teljes vagyonát államosították, legtöbbjüket kitelepítették.
Az általános iskolát Egerben végezte, a cisztercitáknál, majd az Egri Lyceumban tanult, ahonnan osztályidegenként kizárták. Középiskolai továbbtanulása hatósági korlátozása miatt a profi sportolás (birkózásban több megyei és országos versenyen ért el helyezést) és a rajzolás vált fő tevékenységévé.
A festészet és művészettörténet alapjait Kéreg Istvánné Bánóczy Adrienn rajzszakkörében, már kisgyermekként elsajátította. Tizenegy évesen megyei rajzversenyt nyert apai nagyanyja (B. Kiss Endre Ágostonné, Czillér Irén, 1884–1962) portréjával – a képet a Megyei Pártbizottság tiltására nem állíthatták ki. Az Egerbe látogató Hárs László író, közéleti személyiség felfigyelt a koraérett alkotóra és hivatalos közbenjárásával elintézte a középiskolai felvételre jogosító engedélyt. A tanulmányok tényleges megkezdéséhez azonban édesanyja második férjének kellett a 13 éves gyermeket örökbe fogadnia.
Középiskolai tanulmányait a budapesti Képzőművészeti Gimnáziumban fejezhette be, Sebestyén Ferenc tanítványaként. Főiskolai tanulmányait a Képzőművészeti Főiskolán végezte 1959–1963 között, ahol Barcsay Jenő és Hincz Gyula tanítványa volt, ám Bernáth Aurél is figyelemmel kísérte és támogatta pályáját. Tanulmányútjai során járt többek között Skandináviában, Franciaországban, Németországban és Olaszországban is.

## Munkássága
Legtöbb egybegyűjtött munkája, különálló Galambos Gyűjtemény keretében, a Toyama-i (Japán) Nishida Múzeum tulajdonában van.

## Ars poeticája
„A festés számomra örökös szellemi kötéltáncot jelent a fikció és realitás, a szép és rút között.
A mese mindig csak kifejezési forma, hogy annak segítségével minél több ember számára érthetően beszéljek a máról és mondjak véleményt a világról”

## Alkotói stílusáról
„A tudós és tanult festő képei, fanyar groteszkjei XX. század végi figurális festészetünk legszínpompásabb vonulatához tartoznak.” (Kernács Gabriella művészettörténész: Kortárs Magyar Művészeti Lexikon szerk.: Fitz Péter – Budapest, 1999)
„Szoktak »naiv festőnek« is nevezni. – Lehet, hogy naiv vagyok, mert jóhiszemű vagyok, hiszek az emberekben, az emberi jóságban. De nem vagyok naiv festő, a gondolataim nem naivak. Ami a festészetemben rokon a naivokkal, az választott formanyelv nálam.” „Valóban meseszerű és biblikus témájú festményeiben talán elsőre nem is vesszük észre a bírálatot. Galambosnak valóban egyik előképe a naiv, primitív festészet, kis ecsetet használ, a quattrocento egyes festőinek ötvösi aprólékosságával dolgozik, festi, dúsítja, sőt más hasonlattal is élhetünk, mintegy hímezi olajképeit. Méltóságteljesen színpompás, dekoratív és konstrukciójában gondosan felépített a képe.” (Frank János művészettörténész: Szóra bírt műtermek – Budapest, 1968.)
„Nem Picassot és nem Pollockot fedezte fel, hiszen őket könnyű és divat észrevenni, hanem azokat a forrásokat, amelyek közelebb állnak egy lehetséges kelet-európai atmoszféra mesés, derűs feldolgozásához. Az ikonokra tekintettel, de nem alázattal, vagy istenfélelemmel, hanem groteszk, játékos szemmel ...lehet komolyan is venni, de van benne egy adag tréfa is. Hiszen Galambos Tamás képei mégiscsak Galambos-képek, már azok és egyre inkább azzá válnak” (Perneczky Géza művészettörténész: Galambos Tamás kiállítása. A Janus Pannonius Múzeum Évkönyve. Pécs, 1968.)
„Galambos Tamás újrafogalmazza a mítoszokat, újrateremti hőseiket, színekkel, formákkal képein úgy, hogy egyszerre hirdeti a nemzedékek formálta tartalom igazságait, és a mai, XX. századi igazságokat, amit a festő, korunk művésze ad hozzá újrafogalmazásaihoz. Itt, ebben a többletben kell keresnünk Galambos piktúrájának értelmét; abban a sajátos viszonyulásban, amellyel felmutatja a bibliai történetet, kissé mosolyogva, ironikusan, de ugyanakkor nosztalgiával, az elmúlt, a letűnt és visszahozhatatlan iránt.” (Tölgyesi János művészettörténész: Galambos Tamás képei– Jelenkor 1968.)
„ Az elmúlt években két tehetséges képviselője jelentkezett a neoprimitív törekvéseknek: az egyéni báju képeket festő Berki Viola ...és a vásári művészet dekorativitását idéző Galambos Tamás.” (Németh Lajos művészettörténész: Modern Magyar Művészet – Budapest 1972.)
„A pőre komikum nevettet csupán. Galambos humora nem felületes – a műfaj magasabb rendű formája: az irónia határvidékén hódít untalanul újabb és újabb tartományokat magának, anélkül azonban, hogy finom gunyorossága átmenetileg is puszta szellemességbe, sértő gúnyba csapna át. Festőnk mosolya megértőbb, megbocsátóbb, mintha fölényeskedő irónia lenne, még kevésbé, mintha csupán szatíra, mely ostoroz, néha öl. Galambos látásmódja bölcsebb, elnézőbb … a dolgokat szelíden átitató, így leplező humor.” (Lakatos István író, műfordító: Galambos Tamás képeiről. Galambos Tamás Képíró Művészete – Budapest, 1994)
„A festőileg, kompozicionálisan és a narratív mesélőkedv áradásában tökéletesen megoldott művek szemet megfogó szépsége nyomán előfordulhat a nézelődő magatartás. De igen-igen félreérthető lenne e piktúrának lényege, ha csak a naiv közlésmód hamvasságát dicsérnénk; Galambos Tamás munkásságában az eszközök megválasztása tudatos döntés eredménye, s az alkalmazás mikéntje sem egyszerűen attitűdkérdés. Mesterségbeli felkészültségét igazolja, hogy művészetében filozófiai igénnyel, világképi programmal érvényesül az az esztétikai minőség, amely az egyszerűség mögött rejlő nemes érzület, társadalmi vonzatú igazság hordozója.” (Bereczky Loránd művészettörténész: Galambos Tamásról. Galambos Tamás képíró művészete – Budapest, 1994)
„Galambos Tamás újrafogalmazza a mítoszokat, újrateremti hőseiket, színekkel, formákkal képein úgy, hogy egyszerre hirdeti a nemzedékek formálta tartalom igazságait, és a mai, XX. századi igazságokat, amit a festő, korunk művésze ad hozzá újrafogalmazásaihoz. Itt, ebben a többletben kell keresnünk Galambos pikturájának értelmét; abban a sajátos viszonyulásban, amellyel felmutatja a bibliai történetet, kissé mosolyogva, ironikusan, de ugyanakkor nosztalgiával, az elmúlt, a letűnt és visszahozhatatlan iránt.” (Tölgyesi János művészettörténész: Galambos Tamás képei. Jelenkor, 1968)
„A Galambos-képeken megidézett hangyák, sáskák és lepkék, a gyíkok, a kaméleonok, a portrészerűen megjelenített baglyok, a bibliai alakok, a diktátorok és a katonák, a mutatványosok, a bábjátékosok és az építmények, a tájak túlfokozott dekorativitása, tündökletessé, gyanúsan tetszetőssé érlelt szépsége furcsa, ambivalens befogadói érzetek élesztője. … A nagy egységekből felépített, világosan komponált – nagy távlatokat teremtő vagy parányvilágokat monumentálissá alakító, fölényes látószögek megnyitásával összegző hatású – műveket mérhetetlenül aprólékos kidolgozás, míves részletezés jellemez.” (Wehner Tibor: Borzolt illúziók – Galambos Tamás festészetéről. Mai Magyar Képzőművészet. 9, Galambos Tamás monográfia – Budapest, 2009)

## Egyéni kiállítások (válogatás)
- 1960 Képzőművészeti Főiskola, Budapest
- 1964 Jurkka Teater, Helsinki, Finnország
- 1966 Mednyánszky Terem, Budapest
- 1968 Janus Pannonius Múzeum, Pécs
- 1968 Galleria Viotti, Torino, Olaszország
- 1968 Arno Art Gallery, Firenze, Olaszország
- 1968 Galleria d' Arte Venezia, Milánó, Olaszország
- 1970 Medgyessy Terem, Debrecen
- 1971 Galleria Viotti, Torino, Olaszország
- 1973 Salotto dell' Arte, Milánó, Olaszország
- 1974 Galleria Viotti, Torino, Olaszország
- 1974 Galleria dell Arte Arno, Firenze, Olaszország
- 1976 Atelier Mensch, Hamburg, Németország
- 1977 Wloclawek Városi Galéria, Lengyelország
- 1977 Slupsk Városi Múzeum, Lengyelország
- 1978 Gekkoso Gallery, Tokió, Japán
- 1978 Gekkoso Gallery, Szapporo, Japán
- 1978 Galerié sin Paora, Párizs, Franciaország
- 1979 Gekkoso Gallery, Kagoshima, Japán
- 1979 Gallery Kapa, Athén, Görögország
- 1981 Atelier Mensch, Hamburg, Németország
- 1981 Csók Galéria, Budapest
- 1982 Contini Galeria de Arte, Caracas, Venezuela
- 1982 Móra Ferenc Múzeum, Szeged
- 1983 Kék Kápolna, Boglárlelle
- 1984 Hatvani Galéria, Hatvan
- 1984 Carchpenny Art Gallery, Los Angeles, USA
- 1985 Contini Galeria de Arte, Caracas, Venezuela
- 1986 Atelier Mensch, Hamburg, Németország
- 1986 Galleri Smedbyn, Huskvarna, Svédország
- 1988 Portals LTD, Chicago, USA
- 1990 Báthori Muzeum, Nyírbátor
- 1991 Daiwa Gallery, Toyama, Japán
- 1992 Hell und Hell. München, Németország
- 1992 Galerié Pro Arte Kasper, Morges, Svájc
- 1994 Contioni Galeria de Arte, Caracas, Venezuela
- 1995 Alstadthalle, Zug, Svájc
- 1996 Contini Galeria de Arte, Caracas, Venezuela
- 1997 Vigadó Galéria, Budapest
- 1997 Altstadthalle, Zug, Svájc
- 1999 Móra Ferenc Múzeum, Szeged
- 2003 Művészetek Háza, Eger
- 2005 Hamilton Aulich Art, Budapest
- 2005 Volks-Bank Galéria, Budapest
- 2007 Csók Galéria, Budapest
- 2009 Ráday Galéria-Faur Zsófi, Budapest
- 2010 Vármúzeum, Simontornya
- 2010 San Marco Művelődési Ház, Budapest
- 2011 Vármúzeum, Sárvár
- 2011 Ráday Galéria-Faur Zsófi, Galéria, Budapest
- 2012 Balatoni Múzeum, Keszthely

## Csoportos kiállítások (válogatás)
- 1963 A Képzőművészeti Főiskola szocialista akadémikus szemlélete ellen rendezett, majd betiltott kiállítás. Képzőművészeti Főiskola, Budapest.
- 1966-67-68-69-70-71-72-73 Stúdiókiállítás, Enst Múzeum, Budapest.
- 1967-2011 Szegedi Nyári Tárlat.
- 1968 XI. Magyar Képzőművészeti Kiállítás, Műcsarnok , Budapest.
- 1969 Glagow-Rothenburg Schwabishall. Magyar Művészet kiállítássorozat. Anglia-Németország.
- 1969 Magyar Művészet 1954-69-ig. Műcsarnok, Budapest.
- 1970 Burre Galleries, New York.
- 1970 Salone Regalo Novita, Genova, Olaszország.
- 1970 Szilágy Gallery, Beverly Hills, Kalifornia.
- 1971 Madison Squer Garden, New york.
- 1971 Új Művek, Műcsarnok, Budapest.
- 1971 Salon Grand Palais des Champs Elysées, Párizs.
- 1971 Galeria Openo, Párizs.
- 1971 Kunsthaus am Museum(Carola van Ham), Köln, Ny.Németország.
- 1972 Salon 72 Grand Palais, Párizs.
- 1972 Salon Comparaisons Grand palais, Párizs.
- 1972 The Medici Gallery, London.
- 1972-74-76-79 Morges Concours internatioanl Prix Pro Penture Naive, Svájc.
- 1972 The Municipal Museum of Arts, Los Angeles.
- 1972 Municipal Art Gallery, Los Angeles.
- 1973 Musee de L, Athenee, Genf, Svájc.
- 1973 Csontváry Terem, Budapest.
- 1973-76-78 Musee d' Art Naif de Ille de France, Vicq, Franciaország.
- 1974 Kunstmesse, Basel, Svájc.
- 1975 Csontvári Terem, Jubileumi Kiállítás, Budapest.
- 1975-76-77 Magyar Művészet, Tokyo-Kyoto, Japán.
- 1975 Europaishe Malerei Kunstverein, Konstanz, Ny. Németország.
- 1975 „Heves megyeiek” Hatvani Galéria, Hatvan.
- 1975 Kulturhisstorisches Museum, Magdeburg. Ny. Németország.
- 1975 Ungarische Gegenwartskunst Neuen Berliner. Galeria im Alten Museum, Berlin.
- 1975 Jubileumi Kiállítás, Műcsarnok, Budapest.
- 1976 Fabian Gallery ”Group Henry Rousseau”, New York.
- 1977-79 International Kunsterplenair, Eisleben, K.Németország.
- 1977 Atelier Mensch, Hamburg.
- 1978 Hungarian Arts, Tokió, Japán.
- 1978 Festészet 77, Műcsarnok, Budapest.
- 1978 Debreceni Nyári Tárlat, Déri Múzeum, Debrecen.
- 1978 Magyar Nemzeti Galéria -Új szerzemények, Budapest.
- 1979 Toledo Museum of Art, Ohio, USA.
- 1979 Exposition internationale D' art Naif Contemporain, toyes, Franciaország.
- 1979 Hamiltons Gallery, London.
- 1979 Galerie Hamer, Amsterdam.
- 1979 Magyar Intézet, Berlin, K. Németország.
- 1980 Városi Múzeum, Torun, Lengyelország.
- 1980 József Attila-kiállítás. Irodalmi Múzeum. Budapest.
- 1980 „Sirenaif”, Galeria Sin Paora, Párizs.
- 1981 Képzőművészeti Főiskola, Budapest .
- 1981 Musée de St.Quentin et ála Mairie de, Paris.
- 1981 Tavaszi Fesztivál, Csontváry Terem, Budapest.
- 1981 Morges Concours Internatioanale Prix Pro Arte, Svájc.
- 1981 Szegedi Tárlat. Móra Ferenc Múzeum.
- 1982 Le Genie des Naif Grand Palais des Champs Elysées, Párizs.
- 1982 Atelier Mensch, Hamburg.
- 1982 Magyar Képzőművészeti Kiállítás, Műcsarnok. Budapest.
- 1982 Musee International D'art Naif Anatole Jakovsky, Nice, Franciaország.
- 1982 MA Hungart Expo Képzőművészeti Kiállítás, Budapest.
- 1982 ”Ungarn 82”Södertalje, Künsthalle, Svédország.
- 1982 Cheranton le Pont Centre Cultural Municipal, Franciaország.
- 1982 Centre Culturel, Vichy, Franciaország.
- 1982 Grandes Maestros Contemporaneos de la Pintura Naif, Contini Galeria de Arte , Caracas, Venezuela.
- 1983 Plasa Princesa. Hotel Madrid, Spanyolország.
- 1983 Magyar festészet, Moszkva.
- 1983 Mezőgazdasági Világkiállítás, München.
- 1983 Magyar Művészet, Gauting, Ny.Németország.
- 1983 Baden Casino, Baden bei Wien, Ausztria.
- 1983 Linz Casino, Linz, Ausztria.
- 1983 L'univers des Naifs Museé de l' Athenée, Genf, Svájc.
- 1984 Salzburg Casino, Salzburg, Ausztria.
- 1984 Országos képzőművészeti kiállítás, Műcsarnok, Budapest.
- 1984 The Brand Library Art Galeries, Glendal, Kalifornia.
- 1984 Magyar Intézet, Róma.
- 1984 Városháza, Bologna, Olaszország.
- 1984 „Szeretet” Atelier Mensch, Hamburg.
- 1984 Hatvanas évek művészete. Székesfehérvár.
- 1985 Cory Gallery, San Francisco
- 1985 Országos Képzőművészeti Kiállítás, Műcsarnok, Budapest.
- 1985 Museé de Paris, Párizs.
- 1987 Mostra di Pittori Ungheresi Conteperanei, S.Emilia-Romagna, Bologna, Olaszország.
- 1988 Ungarische Kunst, Basel, Svájc.
- 1988 Collection de la Ville de Paris, Halle Saint Pierre, Párizs.
- 1988 Exposition Les Peintres „Hongrois” Contemporains XVIII e Galeria Carmen de Pelichy, Brüsszel, Belgium.
- 1988 Első Festészeti Biennálé. Iskolagaléria, Csepel.
- 1989 Szegedi Tárlat
- 1989 Szegedi Téli Tárlat, Műcsarnok, Budapest.
- 1991 Szolnoki biennálé, Szolnok.
- 1992 Szegedi Nyári tárlat
- 1993 Rousseu. Ligabve e altri. Primitivi europei del XX. secola , Palazzo Vecchio, Firenze.
- 1993 Galeria pro Arte Kasper, Morges, Svájc.
- 1994 Variációk pop-artra. Ernst Múzeum, Budapest.
- 1994 Magyar Intézet, Szófia, Bulgária.
- 1994 Tavaszi Tárlat, Budapest.
- 1994 Szegedi Nyári Tárlat, Szeged.

## Magánélete
1966-ban feleségül vette Szilágyi Ildikó iparművészt. Egy fiuk született: Tamás (1975).

## Művei (válogatás)
- Céllövölde (1968) magángyűjtemény, Budapest
- Fehér szarvas (1969) magántulajdon, Japán
- Átkelés a Vörös-tengeren (1969) magántulajdon, Budapest
- Ghibellina (1970) magángyűjtemény, Olaszország
- Paradicsomkert (1970) magángyűjtemény, Budapest
- Körhinta (1972) Pécs, Janus Pannonius Múzeum
- Katasztrófa (1974)
- Műterem (1974)
- Orfeusz (1975) Bonn, Külügyminisztérium tulajdona
- Ádám-Éva (1976) Párizs, magángyűjtemény
- Léggömbök (1976) Magyar Nemzeti Múzeum
- Szmog (1976)
- Júdás csókja (1977)
- Mutogatók (1977)
- Álszent ikonfestő (1978) magántulajdon, Budapest
- Mózes vizet fakaszt (1978)
- Kávéház „Galambos plakáttal” (1979)
- Agyaggalamblövők (1979) Magyar Nemzeti Galéria
- Az utolsó emberpár (1979)
- Ostorozás (1979) magántulajdon, Budapest
- Kínai Játékok (1979) Magyar Nemzeti Galéria
- Morotoros (1979)
- Nagy Fordulat (1979)
- Hitetlen Tamás (1980) magángyűjtemény, USA
- Kirakatbabák (1980)
- „Sej , a mi lobogónkat” (1980)
- Hálatábla (1982)
- Bányaöltöző (1981) Magyar Nemzeti Galéria
- Emberkert (1982) magángyűjtemény, Budapest
- Restaurátorok (1982) magántulajdon, Olaszország
- A szakma lázadása I.(1983) magántulajdon, Los Angeles
- A szakma lázadás II. (1983) magántulajdon, Budapest
- Gyermekjátékok (1984) Szeged, Móra Ferenc Múzeum
- Im memoriam I. (1984)
- Jerikó (1985)
- Psalmus „L'hommage a Kodály” (1985) Kecskemét, Kodály Intézet
- Történelem „Patrona Hungariae” (1985) Pécs, Janus Pannonius Múzeum
- Csontváry emlékére (San Francisco) (1986)
- Sáska (1987) Magyar Nemzeti Galéria
- Noé bárkája (1987) magántulajdon, Budapest
- Vöröstér (1988) magántulajdon, Budapest
- Kaméleonok világa (1989) magángyűjtemény, Budapest
- Keresztvitel (1989)
- Faun és nimfa (1990)
- Vegetáció (1990)
- Sáskajárás (1993)
- Imádkozó sáskák (1995)
- Kékbagoly (1995)
- Gyász (1996)
- Világfa, avagy a Kaméleonok násza (1995)
- Aranykór (Danse Macabre) (1996)
- Halálfejes lepkék (1996)
- Hangyainvázió (1996)
- Hóbagoly (1996)
- Fülesbagoly (1996)
- Nagy kaméleon (1996)
- Történelem (1997)
- A híúság vására „Vaniti fair”(1998)
- Dionüszosz Egerben (2000)
- Előszezon (2004)
- Barikád (2006) Budapest
- Kordon (2006) Budapest
- Nagy Imre újratemetése (2011)

## Díjai
- Prix Suisse de la Penture, Morges (1975, 1981)
- Hatvani tájképbiennále díja (1980)
- Kohán György Emlékérem (1980)
- Szegedi nyári tárlat díja (1981)
- Nívódíj (1982)
- Szegedi nyári tárlat Nagydíja (1984)
- Tabor Trebnje aranyérem, Jugoszlávia (1981)
- Los Angeles-i International Art Competition díja (1984)
- Szegedi Országos Tárlat, Művészeti Alap Fődíja (1984)
- Szegedi Országos Tárlat, Fesztiváldíj (1987)
- Orosházi Barnevál Nagydíj, aranyérem (1987)
- VI. Szolnoki Képzőművészeti Triennálé, Festészeti Nagydíj (1987)
- Munkácsy Mihály-díj (1988)
- Festészeti Biennálé, Fesztiváldíj (1988)
- Szegedi festészeti biennále díja (1989)
- Szolnoki biennále festészeti Nagydíja (1991)
- Szegedi Nyári Tárlat, Nagydíj (1992)
- VI.Kortárs Képzőművészeti Tárlat, Magyar Fejlesztési Bank díja (1998)
- XXXIII. Alföldi Tárlat, Nemzeti kulturális Örökség Minisztériuma Nagydíja (2003)
- Táblaképfestészeti Biennálé, Nemzeti Kulturális Örökség Minisztériuma Nagydíja (2004)
- Klebelsberg-díj (2008)
- TÜV-díj (2024)

## Kritika
2011-ben – első ízben – állami megrendelést kapott, Nagy Imre újratemetésének megfestésére, amelyet stílusához hűen fanyar iróniával ábrázolt, ezért számos kritika is érte az alkotást.

## Film (válogatás)
- Kernács Gabriella-B.Farkas Tamás: A TV Galériája, MTV, 1971
- Gulyás Gyula: Galambos Tamás (1964-66), 1966